# São Luís dos Franceses (título cardinalício)
O Título cardinalício de São Luís dos Franceses foi instituido pelo Papa Paulo VI em 7 de junho de 1967, pela constituição apostólica Templum S. Ludovici Francorum de Urbe. Tradicionalmente, é dado ao arcebispo de Paris.

## Titulares
- Pierre Marie Joseph Veuillot (1967-1968)
- François Marty (1969-1994)
- Jean-Marie Lustiger (1994-2007)
- André Armand Vingt-Trois (2007- 2025)